# Liste der Baudenkmale in Eystrup
In der Liste der Baudenkmale in Eystrup sind alle Baudenkmale der niedersächsischen Gemeinde Eystrup aufgelistet. Die Quelle der  Baudenkmale ist der Denkmalatlas Niedersachsen.

## Allgemein
In den Spalten befinden sich folgende Informationen:
- Lage: die Adresse des Baudenkmales und die geographischen Koordinaten. Kartenansicht, um Koordinaten zu setzen. In der Kartenansicht sind Baudenkmale ohne Koordinaten mit einem roten Marker dargestellt und können in der Karte gesetzt werden. Baudenkmale ohne Bild sind mit einem blauen Marker gekennzeichnet, Baudenkmale mit Bild mit einem grünen Marker.
- Bezeichnung: Bezeichnung des Baudenkmales
- Beschreibung: die Beschreibung des Baudenkmales. Unter § 3 Abs. 2 NDSchG werden Einzeldenkmale und unter § 3 Abs. 3 NDSchG Gruppen baulicher Anlagen und deren Bestandteile ausgewiesen.
- ID: die Objekt-ID des Baudenkmales
- Bild: ein Bild des Baudenkmales, ggf. zusätzlich mit einem Link zu weiteren Fotos des Baudenkmals im Medienarchiv Wikimedia Commons. Wenn man auf das Kamerasymbol klickt, können Fotos zu Baudenkmalen aus dieser Liste hochgeladen werden:

## Eystrup

### Gruppen baulicher Anlagen

#### Gruppe: Senffabrik Leman
Die Gruppe Senffabrik Leman hat die ID im Denkmalatlas 31037089.

| Lage                                       | Bezeichnung                        | Beschreibung | ID       | Bild           |
| ------------------------------------------ | ---------------------------------- | --- | -------- | -------------- |
| Alexanderweg 75 52° 47′ 1″ N, 9° 13′ 48″ O | Verwaltungsgebäude mit Toreinfahrt | Putzbau von 1914/15 der Essig- & Senffabrik Ph. Leman mit Mansardwalmdach, 1917 erweitert um Veranda | 31060977 | Weitere Bilder |
| Alexanderweg 75 52° 47′ 4″ N, 9° 13′ 48″ O | Essighaus                          | Schlichter Putzbau von 1915 der Essig- & Senffabrik Ph. Leman mit Walmdach in Falzziegeldeckung | 31061127 |                |
| Alexanderweg 75 52° 47′ 4″ N, 9° 13′ 48″ O | Reservebehälter                    | Freistehender runder Reservebehälter mit 50.000 Liter Fassungsvermögen, errichtet um 1915 | 31061322 |                |
| Alexanderweg 75 52° 47′ 1″ N, 9° 13′ 47″ O | Werkstatt (Schlosserei)            | Nördlicher Teil des Maschinenhauses. Im Inneren findet sich die historische Schmiedeeinrichtung und diverse, zum Teil ältere Werkzeuge. | 31061054 |                |
| Alexanderweg 75 52° 47′ 1″ N, 9° 13′ 47″ O | Kesselhaus mit Schornstein         | Eingeschossiger schlichter Putzbau mit Satteldach in Hohlpfannendeckung. Im Inneren befindet sich die historische Kesselanlage mit einem liegenden, ummauerten Kessel, der am Ventil mit „1910“ datiert ist und vermutlich gebraucht eingebaut wurde. Die Befeuerungseinrichtung und sonstige zugehörige Technik sind erhalten. Der Schornstein wird heute durch den neuen Heizkessel genutzt. | 31061002 | Weitere Bilder |
| Alexanderweg 75 52° 47′ 1″ N, 9° 13′ 47″ O | Maschinenhaus                      | Putzbau von 1914 mit Satteldach in Hohlpfannendeckung mit historischer Maschinenausstattung | 31061028 | Weitere Bilder |
| Alexanderweg 75 52° 47′ 2″ N, 9° 13′ 48″ O | Mühle                              | Putzbau mit Walmdach, Innen Holzbalkendecken, in Teilbereichen durch Profilstahlträger ersetzt, Maschinenausstattung für Ölmühle erhalten, Reste der Hafermühle vorhanden | 31061076 |                |
| Alexanderweg 75 52° 47′ 2″ N, 9° 13′ 48″ O | Silo                               | 6-Zellen-Silo in Beton, als Teil der Mühle errichtet mit Mansarddach | 31061102 |                |

#### Gruppe Kirche Kirchstraße
Die Gruppe Kirche Kirchstraße hat die ID 31036049.

| Lage                                    | Bezeichnung | Beschreibung | ID       | Bild           |
| --------------------------------------- | ----------- | --- | -------- | -------------- |
| Kirchstraße 52° 46′ 32″ N, 9° 12′ 26″ O | Kirche      | Die Kirche St. Willehad ist am Dorfrand vom Friedhof umgeben. Der Romanische Turm ist aus Raseneisensteinquadern gebaut. Das Kirchenschiff wurde ca. 1750 bis 1752 stark verändert. | 31060530 | Weitere Bilder |
| Kirchstraße 52° 46′ 33″ N, 9° 12′ 26″ O | Friedhof    | Einige Grabsteine datieren auf das 17. Jahrhundert. | 31060510 | Weitere Bilder |
| Kirchstraße 52° 46′ 35″ N, 9° 12′ 26″ O | Grabkapelle | Ehemaliges Mausoleum der Familie von Kronenfeldt aus dem Jahre 1890, seit 2010 als Friedhofskapelle genutzt                                                                         | 31060491 | Weitere Bilder |

#### Gruppe Hauptstraße 10
Die Gruppe Hauptstraße 10 hat die ID 31037101.

| Lage                                       | Bezeichnung             | Beschreibung                                                                                  | ID       | Bild |
| ------------------------------------------ | ----------------------- | --------------------------------------------------------------------------------------------- | -------- | ---- |
| Hauptstraße 10 52° 46′ 54″ N, 9° 12′ 42″ O | Wohnhaus mit Parkanlage | Ziegelbau mit Putzgliederung und Satteldach, 1898 als Landhaus einer Hamburger Familie erbaut | 31061156 |      |
| Hauptstraße 10 52° 46′ 55″ N, 9° 12′ 43″ O | Gartenpavillon          | Pavillon von um 1900 aus Holz                                                                 | 31061179 |      |

### Einzeldenkmale
| Lage                                             | Bezeichnung                          | Beschreibung | ID       | Bild           |
| ------------------------------------------------ | ------------------------------------ | --- | -------- | -------------- |
| Am Bahnhof 52° 47′ 2″ N, 9° 13′ 52″ O            | Güterschuppen                        | Um 1850 erbauter Ziegelbau mit flach geneigtem Satteldach mit beidseitig Vordächer | 31060940 | Weitere Bilder |
| Am Spreet 2 52° 46′ 41″ N, 9° 13′ 2″ O           | Wohnhaus (Speicher)                  | Zum Wohnhaus umgebauter zweigeschossiger Speicher. | 31060352 |                |
| Bahnhofstraße 63 52° 46′ 55″ N, 9° 13′ 38″ O     | Wohn-/Wirtschaftsgebäude             | VillenartigesGebäude von 1911 mit angebautem Wirtschaftsteil, in den Giebeln Zierfachwerk | 31061201 |                |
| Doenhauser Straße 14 52° 46′ 20″ N, 9° 13′ 16″ O | Wohn-/Wirtschaftsgebäude             | Zweiständer-Hallenhaus von 1818 in Ziegelfachwerk mit Krüppelwalmdach | 31060373 |                |
| Doenhauser Straße 30 52° 46′ 15″ N, 9° 13′ 48″ O | Wohn-/Wirtschaftsgebäude („Schloss“) | sog. von Kronenfeldtscher Hof bzw. Schloss Doenhausen; 1750 erbautes Fachwerkgebäude | 31060394 |                |
| Doenhauser Straße 39 52° 46′ 21″ N, 9° 13′ 46″ O | Schafstall                           | 1707 mit Ziegelfachwerk, Längsdurchfahrt und Halbwalmdach errichteter Fachwerkschafstall, der bis in 1,0 m Höhe verbohlt (wandstark) wurde. Die ursprüngliche Ausfachung mit Lehmstakung ist teilweise erhalten. | 31060409 |                |
| Doenhauser Straße 47 52° 46′ 19″ N, 9° 13′ 57″ O | Stall                                | In der ersten Hälfte des 19. Jahrhunderts mit Ziegelfachwerk und Halbwalmdach errichteter Stall. | 31060431 |                |
| Hauptstraße 11 52° 46′ 52″ N, 9° 12′ 46″ O       | Villa                                | 1899 erbaute Villa mit Sockel in Quaderung und Walm- und Satteldach | 31060919 |                |
| Hauptstraße 68 52° 46′ 14″ N, 9° 13′ 7″ O        | Wohnhaus                             | Zweigeschossiges, im Jugendstil von 1908 bis 1910 erbautes Haus. | 31060473 |                |
| Kirchstraße 15a 52° 46′ 38″ N, 9° 12′ 35″ O      | Wohnhaus                             | Eingeschossiger Fachwerkbau, der gegen Ende des 19. Jahrhunderts errichtet wurde. | 31060548 |                |
| Kirchstraße 22 52° 46′ 28″ N, 9° 12′ 27″ O       | Herrenhaus                           | Herrenhaus vom Ende des 18. Jahrhunderts, Ziegelfachwerkbau | 31060567 |                |
| Kirchstraße 22 52° 46′ 30″ N, 9° 12′ 30″ O       | Speicher                             | Fachwerkspeicher aus der Mitte des 19. Jahrhunderts, auf der Ostseite wurde mit Dachüberstand | 31061236 |                |
| Mühlenstraße 11 52° 46′ 30″ N, 9° 13′ 15″ O      | Windmühle „Margarethe“               | Betriebsfähiger Galerieholländer von 1861 mit oktogonalen Ziegel-Unterbau | 31060588 | Weitere Bilder |

### Ehemalige Denkmale
| Lage                                      | Bezeichnung | Beschreibung | ID       | Bild |
| ----------------------------------------- | ----------- | --- | -------- | ---- |
| Feldstraße 12 52° 46′ 18″ N, 9° 13′ 20″ O | Scheune     | Einstöckige, 1714 laut Inschrift erbaute Fachwerkscheune mit Satteldach in S-Pfannendeckung, Unterrähmkonstruktion, Quereinfahrt und Ziegelausfachung. Vor 2023 abgerissen, dort jetzt Neubau-Wohnhaus. | 31060451 |      |

## Mahlen

### Gruppen baulicher Anlagen
Für den Ortsteil bestehen drei Hofanlagen als Gruppen baulicher Anlagen. Diese Gruppen sind selbst noch einmal zusammengefasst mit dem Wohn-/Wirtschaftsgebäude Mahlen 2 in der Gruppe „Hofanlagen“ mit der ID 31036062.

#### Gruppe Hofanlage I
Die Gruppe Hofanlage I – Mahlen 5 hat die ID 31036076.

| Lage                                 | Bezeichnung              | Beschreibung                                                                                                  | ID       | Bild |
| ------------------------------------ | ------------------------ | --- | -------- | ---- |
| Mahlen 5 52° 47′ 18″ N, 9° 11′ 58″ O | Wohn-/Wirtschaftsgebäude | Fachwerkgebäude mit Wohn- und Wirtschaftsgebäude als niederdeutsches Hallenhaus, Backhaus, Speicher und Stall | 31060787 |      |
| Mahlen 5 52° 47′ 18″ N, 9° 11′ 58″ O | Speicher                 | Zweigeschossiger Speicher aus dem 17. Jh. in Fachwerk mit Lehmausfachungen                                    | 31060804 |      |
| Mahlen 5 52° 47′ 18″ N, 9° 11′ 56″ O | Backhaus                 | Backhaus in Fachwerk mit Satteldach                                                                           | 31060838 |      |
| Mahlen 5 52° 47′ 19″ N, 9° 12′ 1″ O  | Schafstall               | Stall in Fachwerk                                                                                             | 31060871 |      |

#### Gruppe Hofanlage II
Die Gruppe Hofanlage II – Mahlen 4 hat die ID 31036086.

| Lage                                 | Bezeichnung              | Beschreibung                                                                          | ID       | Bild |
| ------------------------------------ | ------------------------ | ------------------------------------------------------------------------------------- | -------- | ---- |
| Mahlen 4 52° 47′ 15″ N, 9° 11′ 59″ O | Wohn-/Wirtschaftsgebäude | Hallenhaus von 1659 (Inschrift) in Fachwerk mit Steinausfachungen und Krüppelwalmdach | 31060753 |      |
| Mahlen 4 52° 47′ 15″ N, 9° 11′ 57″ O | Scheune                  | Scheune in Fachwerk                                                                   | 31060770 |      |
| Mahlen 4 52° 47′ 15″ N, 9° 12′ 1″ O  | Wohnhaus                 | Zweigeschossiges verklinkerten Wohnhaus vom Begin des 20. Jahrhunderts                | 31060855 |      |

#### Gruppe Hofanlage III
Die Gruppe Hofanlage III – Mahlen 3 hat die ID 31036097.

| Lage                                 | Bezeichnung | Beschreibung | ID       | Bild |
| ------------------------------------ | ----------- | --- | -------- | ---- |
| Mahlen 3 52° 47′ 11″ N, 9° 11′ 58″ O | Speicher    | Zweigeschossiger Speicher in Ziegelfachwerk, teils Lehmstakung erhalten und verputzt, unter Satteldach. Auskragendes Obergeschoss und mehrfach auskragender Giebel. | 31060717 |      |
| Mahlen 3 52° 47′ 11″ N, 9° 12′ 2″ O  | Stall       | | 31060734 |      |
| Mahlen 3 52° 47′ 11″ N, 9° 12′ 0″ O  | Stall       | | 31060698 |      |
| Mahlen 3 52° 47′ 9″ N, 9° 11′ 59″ O  | Scheune     | | 31060681 |      |
| Mahlen 3 52° 47′ 10″ N, 9° 12′ 1″ O  | Stall       | | 31060645 |      |

### Einzeldenkmale
| Lage                                           | Bezeichnung              | Beschreibung | ID       | Bild |
| ---------------------------------------------- | ------------------------ | --- | -------- | ---- |
| Zur Alhuser Ahe 3/5 52° 48′ 4″ N, 9° 10′ 40″ O | Speicher                 | Zweigeschossiger Fachwerkspeicher mit Steinausfachungen, auskragendem Obergeschoss auf abgerundeten Knaggen und mit Satteldach, heute wohl Wohnhaus | 31060610 |      |
| Mahlen 2 52° 47′ 7″ N, 9° 12′ 1″ O             | Wohn-/Wirtschaftsgebäude | | 31060626 |      |

### Ehemalige Denkmale
| Lage                                 | Bezeichnung | Beschreibung                                                                           | ID | Bild |
| ------------------------------------ | ----------- | -------------------------------------------------------------------------------------- | -- | ---- |
| Mahlen 3 52° 47′ 10″ N, 9° 11′ 58″ O | Scheune     |                                                                                        |    |      |
| Mahlen 5 52° 47′ 19″ N, 9° 12′ 1″ O  | Stall       | Gemäß Heimatverein Eystrup Grafschaft Hoya e. V. ist das Gebäude vor Jahren abgebrannt |    |      |